# Talaia de l'Infant Don Enrique

La Talaia de l'Infant Don Enrique, també coneguda com la Talaia del Port de Tíscar, o bé, la Torre Castellón de Fique, construïda el segle xiv per l'Infant Don Enrique, se situa en el municipi de Quesada, Jaén, en el punt més elevat i estratègic del Port de Tíscar (antigament conegut com a Port Ausín), situat a 1.189 metres sobre el nivell del mar. Antigament era coneguda com a Torre de las Ahumadas, pel fet que era habitual calar-hi foc de nit i 'fumades' de dia, per a avisar de la presència de l'enemic a grans distàncies.

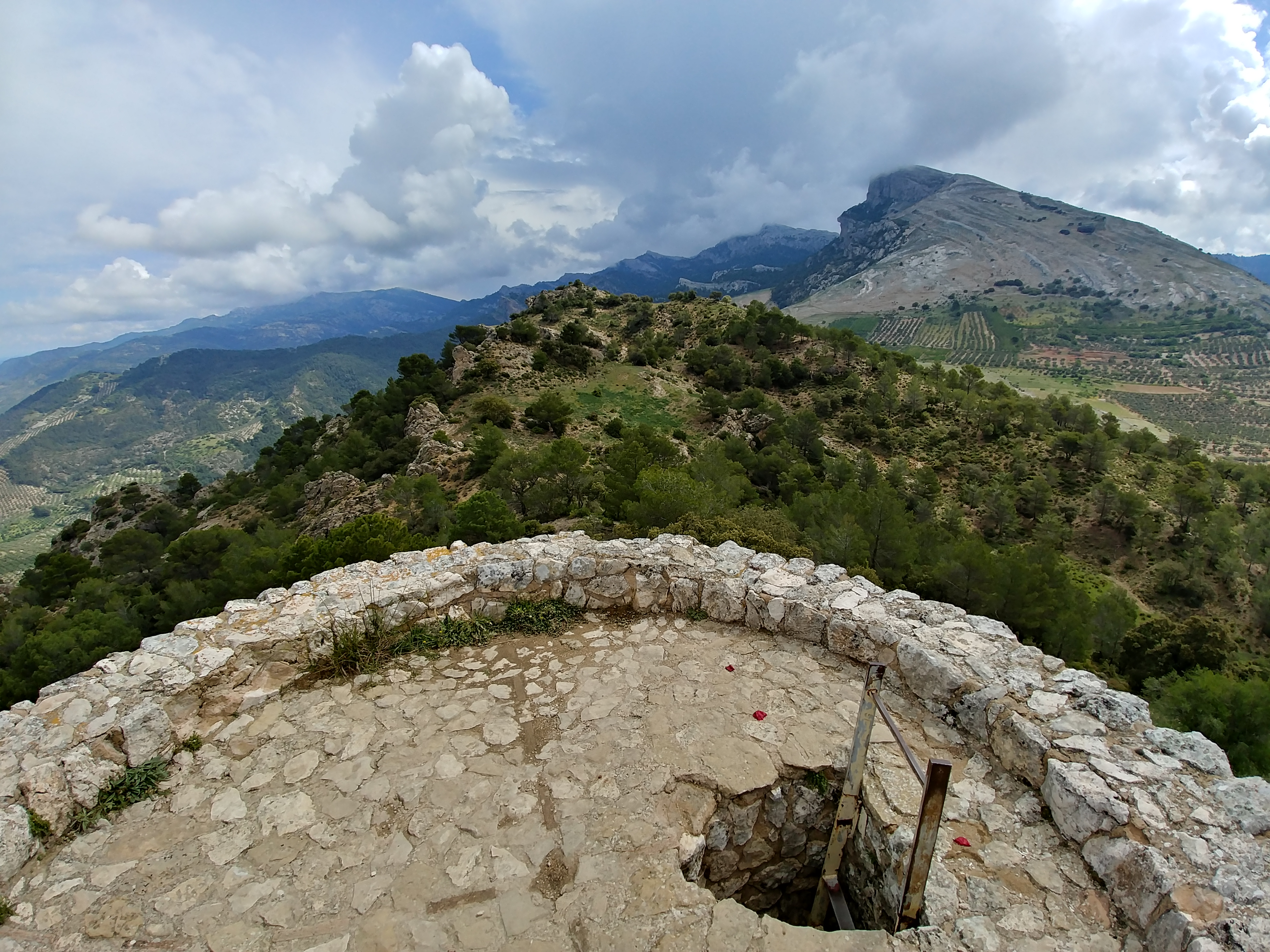
Vistes des de la Talaia de l'Infant Don Enrique. Destaca a la dreta la Loma del Rayal

## Descripció
Des de l'alt d'aquesta torre de guaita es controla tant el castell de Tíscar com el de Quesada, es pot albirar la plana de Pozo Alcón, Sierra Nevada, i les valls dels rius Extremera, Béjar i Majuela fins als municipis d'Úbeda, Baeza, Torreperogil, Santo Tomé, Villacarrillo i Iznatoraf.
Es tracta d'una torre cilíndrica de maçoneria regular i carreu, cos inferior massís, porta d'accés pel costat del barranc de Tiscar situada a 3,5 metres d'altura, estança en el cos superior cobert amb volta de mitjana taronja i tram últim esmotxat.
Té un perímetre de 16,10 metres per la base i 10,40 metres d'altura. El gruix del mur és de 1,30 metres.
Encara es conserven sobre la porta de l'arc d'accés dos escuts, destacant l'inferior amb dues torres i dues creus de Calatrava que podria ser l'escut de l'Infant Sr. Enrique.
L'escut superior, pràcticament esborrat, sembla que pugui tractar-se de l'escut reial de Ferran IV o el de la mitra de Toledo.
Es poden observar encara restes de l'antic camí d'accés a la talaia en mal estat de conservació.

## Història
Juan de Mata Carriazo narra en la seva obra «En la frontera de Granada» que 

"El Infante D. Enrique, llamado el Senador, es una de las figuras más interesantes de nuestro siglo XIII, que alcanzó cuatro reinados y corrió maravillosas aventuras, así dentro de la península como en Túnez y en Italia. Nacido entre 1225 y 1230 (y muerto en Roa, el 11 de agosto de 1303), era el mediano de los hijos de D. Fernando (Fernando III el Santo) y Dª. Beatriz, menor que Alfonso (X el sabio), D. Fadrique y Dª. Berenguela, monja de las Huelgas de Burgos, y mayor que D. Felipe, D. Manuel y D. Sancho; a cuya prole vinieron a sumarse los hijos del segundo matrimonio del Rey Santo con Dª. Juana Ponthieu, a saber: D. Fernando, Dª. Leonor y D. Luis. Descendencia harto más numerosa de lo que convenía para la tranquilidad del reino".

Juntament amb el Castell de Tíscar, constitueix un altre dels vestigis que prova la importància que va tenir Quesada a l'edat mitjana i la funció de la qual era la de vigilar el moviment de tropes en el camí del regne nassarita de Granada. La seva estratègica posició, degué convertir-la en un element constant de disputa entre musulmans i cristians.
Es calcula que va ser construïda entre 1299, data en què Don Enrique va ser reconegut avançat major d'Andalusia i 1302, data de la conquesta de Quesada pel Rei de Granada Abu-Abdala (Muhammad III).
Als voltants abunden les ceràmiques clares i les vidriades, per la qual cosa possiblement degué existir, en aquest lloc, un petit assentament de la mateixa fase.